# اوریانا ساباتینی
اوریانا گابریلا ساباتینی (متولد ۱۹ آوریل ۱۹۹۶)، که در صنعت موسیقی نیز به عنوان اوریانا شناخته می‌شود، خواننده، بازیگر و مدل آرژانتینی است که به دلیل بازی در نقش آزول مدینا در سریال کریس مورنا، آلیادوس و برای اولین تک آهنگ انفرادی "به آسانی به من عشق بورز" و "بمان یا فرار کن" شناخته شده‌است.